# Vizcondado de Santo Tomé
El vizcondado de Santo Tomé es un título nobiliario español creado por
el rey Felipe IV en 19 de agosto de 1627 a favor de Fernando de Quesada y Hurtado de Mendoza, I conde de Garcíez.
Su denominación se refiere al municipio andaluz de Santo Tomé en la provincia de Jaén.

## Vizcondes de Santo Tomé
- Fernando de Quesada y Hurtado de Mendoza (m. 1655),  I vizconde de Santo Tomé, I conde de Garcíez, maestre de campo en Flandes[2] y caballero de la Orden de Santiago. Era hijo de Pedro de Quesada y Benavides y de Mariana Hurtado de Mendoza y Suárez de Zuazola.[3]

Se casó con Ana de Bazán, hija de los marqueses de Santa Cruz. Sus siete hijos murieron en la infancia por lo que le sucedió su sobrino, hijo de su hermano Enrique (m. 1651) y de su esposa Leonor Salcedo Manrique (m. 1681).
- Pedro Juan de Quesada y Salcedo, II vizconde de Santo Tomé y II conde de Garciéz.[4]

Casado con Isabel María Fernández del Campo y Salvatierra. Le sucedió su nieto:
- Miguel Jerónimo Ponce de León y Quesada, III vizconde de Santo Tomé y III conde de Garciéz.[3] Hijo de Leonor de Quesada Fernández del Campo y de Luis Rodrigo Ponce de León y Mesía,[3] señor de la Torre de Don Rodrigo.

Se casó en Madrid el 28 de mayo de 1729 con Ángela Dionisio de Baeza  y Vicentelo (n. Sevilla, 23 de abril de 1703), hija de Luis Ignacio de Baeza Estrata, III marqués de Castromonte, y de María Teresa Vicentelo de Leca y Silva.  Fueron los padres de Joaquín Lorenzo Ponce de León y Baeza, VI marqués de Castromonte y IV conde de Garciéz, casado con María Josefa Dávila y Carrillo de Albornoz, III condesa de Valhermoso.
No ostentó el título de vizconde de Santo Tomé y el título se encuentra vacante desde la muerte del III vizconde. La rehabilitación del título fue solicitada en 1965 por María Renee González Saravia y posteriormente por Pilar de la Cierva y Osorio de Moscoso, pero hasta la fecha, las solicitudes no han sido resueltas y el título no figura en la «Guía de Títulos» de la Diputación Permanente y Consejo de la Grandeza de España y Títulos del Reino.